# Ruth Kenley-Letts
Ruth C. Kenley-Letts (* 1958 in London-Marylebone, England) ist eine britische Filmproduzentin, die 1995 für und mit dem Kurzfilm Franz Kafka’s It’s a Wonderful Life mit einem Oscar ausgezeichnet wurde.

## Biografie
Kenley-Letts besuchte das Queen’s College und die Central School of Speech and Drama in London.
Peter Capaldi, britischer Schauspieler und Regisseur, ebnete Kenley-Letts den Weg in eine Produzentenkarriere. Der erste 1989 von ihr produzierte Film war das Filmdrama Zorniges Land. Dieses thematisiert die Armut der Frauen und Männer, die in den Bergbautälern von Südwales leben und arbeiten und ausgebeutet werden. Mit der Serie Screenplay stieg Kenley-Letts ins Fernsehgeschäft ein, sie produzierte die Folge Murder in Oakland. Die Stadt in Kalifornien gilt als eine der Städte der USA mit der höchsten Anzahl an Morden. Es folgten weitere Arbeiten fürs Fernsehen. Bei dem 1993 erschienenen Kurzfilm Franz Kafka’s It’s a Wonderful Life arbeitete Kenley-Letts mit Peter Capaldi zusammen, der Regie führte und das Drehbuch für den Film schrieb. Das Duo wurde für und mit dem Film mit einem Oscar ausgezeichnet, zudem waren sie Gewinner des BAFTA Film Awards, des britischen Gegenstücks zum US-amerikanischen Oscar. Der komödiantische Film zeigt den von Richard E. Grant verkörperten Schriftsteller Franz Kafka, der am Weihnachtsabend immer wieder gestört wird, als er seine Novelle Die Verwandlung ausbauen will. Kenley-Letts’ Ehemann Crispin Letts war in dem Film als Gregor Samsa besetzt.
Für und mit dem 14-minütigen Kurzfilm The Tale of the Rat That Wrote war Kenley-Letts 2000 gemeinsam mit anderen für den BAFTA Film Award nominiert. Der Filmhandlung liegt Charles Dickens Geschichte The Rat That Could Speak zugrunde, die von Ratten, Belohnung und Vergeltung handelt. Eine erneute Nominierung bei den BAFTA Awards, diesmal in der Kategorie „Carl Foreman Award für den vielversprechendsten Neueinsteiger“, erfolgte 2002 für und mit dem Film Strictly Sinatra. Darin verfällt die Frau eines Gangsters der dem großen Sänger Sinatra ähnlichen Aura des Mannes, wodurch er in Gefahr gerät. Von 2017 bis 2020 produzierte Kenley-Letts elf Folgen der Fernsehserie Strike, in der ein Kriegsveteran als Privatdetektiv Cormoran Strike, verkörpert von Tom Burke, brutale Mordfälle mit Hilfe seiner Assistentin Robin Ellacott, gespielt von Holliday Grainger, löst. Die britische Serie beruht auf den Cormoran-Strike-Romanen von Joanne K. Rowling, die diese seinerzeit unter dem Pseudonym Robert Galbraith veröffentlicht hatte. 
Seit 2014 leitet Kenley-Letts Joanne K. Rowlings Bronte Film and Television (gegründet 2013) und ist bemüht, Beziehungen zu weiteren Autoren aufzubauen. Auch für die Miniserie Mrs. Wilson (2018) wurde Kenley-Letts zusammen mit anderen Produzenten wiederum für einen BAFTA-Award nominiert. In der Titelrolle spielt Ruth Wilson die trauernde Witwe Alison Wilson, die nach dem Tod ihres Ehemannes davon überrascht wird, dass er anscheinend weitere Leben im Geheimen geführt hat.  
Kenley-Letts ist die Schwiegertochter des Schauspielers, Autors, Regisseurs und Produzenten Barry Letts. Verheiratet ist sie seit 1989 mit dem Schauspieler Crispin Letts. Das Paar hat zwei Kinder.

## Filmografie (Auswahl)
- 1989: Zorniges Land (The Angry Earth)
- 1991: Screenplay (Fernsehserie, Folge Murder in Oakland)
- 1991, 1993: Screen Two (Fernsehserie, Folgen Morphine and Dolly Mixtures und The Cormorant)
- 1992: Rebecca’s Töchter (Rebecca’s Daughters)
- 1992: Civvies (Fernsehserie, 6 Folgen)
- 1992: Homer and His Pigeons
- 1993: Franz Kafka’s It’s a Wonderful Life (Kurzfilm)
- 1994: The Lifeboat (Fernsehserie)
- 1995: The Short Walk (Kurzfilm)
- 1998: Insomnia (Kurzfilm)
- 1999: The Tale of the Rat That Wrote (Kurzfilm)
- 1999: Shockers (Fernsehserie, Folge The Dance)
- 2001: Strictly Sinatra
- 2005: Isolation
- 2006: Waste Man (Dokumentarfilm)
- 2007: Exodus
- 2010: Gerichtsmediziner Dr. Leo Dalton
- 2010: Die Weihnachtsgeschichte – Das größte Wunder aller Zeiten (The Nativity, Fernseh-Miniserie, 4 Folgen)
- 2011, 2012: The Hour (Fernsehserie, 12 Folgen)
- 2012: We’ll Take Manhattan (Fernsehfilm)
- 2013: The Tunnel – Mord kennt keine Grenzen (The Tunnel bzw. Tunnel, Fernsehserie, 7 Folgen)
- 2015: Ein plötzlicher Todesfall (Fernseh-Miniserie, 3 Folgen)
- 2016: I Am Not a Serial Killer
- 2017–2020: Strike (Fernsehserie, 11 Folgen)
- 2018: Mrs. Wilson (Fernseh-Miniserie, 3 Folgen)
- 2021: Too Close (Fernseh-Miniserie, 3 Folgen)
- 2021: You Don’t Know Me (Fernsehserie, 4 Folgen)
- 2022: The Midwich Cuckoos (Fernsehserie)
- 2022: Stonehouse (Fernsehserie)

## Auszeichnungen
Academy Awards, USA 1995
- Oscargewinnerin gemeinsam mit Peter Capaldi für und mit dem Film Franz Kafka’s It’s a Wonderful Life

BAFTA Awards
- 1994: Gewinnerin des BAFTA Film Awards gemeinsam mit Peter Capaldi für und mit dem Film Franz Kafka’s It’s a Wonderful Life
- 2000: Nominierung für den BAFTA Film Award gemeinsam mit Lisa-Marie Russo und Billy O’Brien für und mit dem Film The Tale of the Rat That Wrote in der Kategorie „Bester Kurzfilm“
- 2002: Nominierung für den Carl Foreman Award für den vielversprechendsten Neueinsteiger für und mit dem Film Strictly Sinatra
- 2019: Nominierung für den BAFTA TV Award gemeinsam mit Richard Laxton, Anna Symon und Ruth Wilson mit der Serie Mrs. Wilson in der Kategorie „Beste Miniserie“